# Toledo
Toledo (latinsko Toletum, arabsko طليطلة, DIN Ṭulayṭela; lokalno? Tolede) je mesto v osrednji Španiji ob reki Tajo 70 km južno od Madrida. Je glavno mesto mesto province Toledo, avtonomne skupnosti Kastilija - Manča in sedež istoimenske nadškofije, ki je obenem tradicionalni sedež primasa Španije. Skupaj s Segovio in Ávilo spada v skupino treh zgodovinskih metropol v okolici španskega glavnega mesta.
Leta 1986 je bil zaradi svoje bogate kulturne in spomeniške dediščine in zgodovinskega sobivanja krščanske, islamske in judovske kulture uvrščen na Unescov seznam  svetovne kulturne dediščine.
Med slavnimi osebami, ki so bile rojene ali so živele v Toledu,  so astronom in astrolog Al Zarkali, pesnik Garcilaso de la Vega, firenška vojvodinja Eleonora Toledska, kralj Alfonz X. Kastiljski in slikar El Greco.
Toledo je bil nekoč znan po proizvodnji hladnega orožja, predvsem mečev in bodal, ki sedaj spadajo med mestne spominke.

## Zgodovina
Mesto je bilo domnevno naseljeno že v bronasti dobi. Rimski zgodovinar Livij (okoli 59 pr. n. št. – 17 n. št.) ga opisuje kot "urbs parva, sed loco munita" - majhno, naravno utrjeno mesto. Ko ga je leta 193 pr. n. št. osvojil rimski general Mark Fulvij Mobilio, je postal pomembna rimska kolonija in glavno mesto Karpentije. V rimskem obdobju se je razvil v glavno trgovsko in upravno središče rimske province Carthaginensis. Po padcu Rimskega imperija je postal prestolnica Vizigotskega kraljestva, ki ga je ustanovil Liuvigild (ali Leovigild). Kraljestvo je propadlo po arabski osvojitvi Iberskega polotoka v letih 711 do 719.
V Kordovskem kalifatu je bil Toledo od leta 761 do 857 središče številnih uporov proti Arabcem. Od leta 920 do 932 je mestu vladala dinastija Kasi, potem pa je mesto po dolgotrajnem obleganju osvojil Abd Al Rahman III.. Sledilo je obdobje, znano kot La Convivencia, se pravi obdobje sožitja muslimanov, kristjanov in Judov.
Arabci so Toledo preimenovali v Ṭulayṭulah. Don Izak Abrabanel, ugledna judovska osebnost iz 15. stoletja, ki je bil eden od kraljevih zaupnikov in priča izgona Judov leta 1492, je trdil, da so ga tako imenovali prvi judovski naseljenci, ki so se tja priselili v 5. stoletju pr. n. št.. Ime bi lahko bili sorodno s hebrejskim samostalnikom טלטול, ki pomeni (po)potovanje ali tavanje in simbolizira njihovo potovanje iz Jeruzalema. Prvotni poganski previvalci  so mesto imenovali Pirisvale. Po propadu Kordovskega kalifata je postal glavno mesto ene od najbogatejših taif v Al Andaluzu. Med prebivalci so prevladovali muladi. Zaradi svoje zemljepisne lege v osrednjem delu Iberskega polotoka je bil stalen cilj spopadov med muslimani in katoliškimi vladarji iz severne Španije. Leta 1085 ga je osvojil Alfonz VI. Kastiljski kot prvo večje mesto, ki je padlo v krščanske roke. 
Alfonz VI. je osebno prevzel oblast v Toledu in začel pobirati davke v propadli Toledski taifi. Njeno ozemlje je priključil k svojemu združenemu kraljestvu Leon - Kastilija. Toledo je tudi po krščanski osvojitvi ostal glavno kulturno središče. Njegove arabske knjižnice niso izropali, ampak so v njej ustanovili prevajalsko središče, v katerem so islamski, judovski in krščanski učenjaki  prevajali iz arabščine in hebrejščine v kastiljščino, kastiljski učenjaki pa iz kastiljščine v latinščino. Dolgo pozabljeno znanje se je začelo znova širiti v krščansko Evropo. 
V 16. stoletju je bil Toledo nekaj časa prestolnice Kastilije. Dvor se je zatem preselil v Valladolid in nato v Madrid. Njegov pomen je zato upadel, dokler ni v poznem 20. stoletju postal glavno mesto avtonomne regije Kastilija - Manča. Gospodarsko nazadovanje je po drugi strani pripomoglo k ohranitvi njegove kulturne in arhitekturne dediščine, zaradi katere ga vsako leto obišče mnogo turistov.

## Geografija
Staro mestno jedro se nahaja na desnem bregu reke Tajo, na hribu sto metrov nad njo, ki ga obkroži, pri čemer tvori oster ovinek, znan kot mesnder reke Tajo. Točka, kjer ta meander ni zaprt, je edini naravni vhod v mesto.
Sredi devetnajstega stoletja se je začelo širiti izven obzidja. Prva je bila železniška postaja v poznih 40-ih letih v 20. stoletju, sledila je gradnja soseske Obrero z državno tovarno orožja in predvsem vzdolž osi, ki jo tvori cesta N - 403. Od zgodnjih 60-ih let je bila širitev dodatno poudarjena po izgradnji zdravstvene rezidence za socialno varnost.
V 70-ih letih, ko je Ministrstva za stanovanjsko gradnjo začelo z izgradnjo Polígono de Descongestión de Madrid  (danes okrožje Santa María de Benquerencia), se je širitev mestnega jedra začela po levem bregu reke ob cesti N - 400 in postalo najbolj naseljeno okrožje celotne občine.
Danes je mesto Toledo zelo redek primer, ki ima ločeno staro jedro mesta s široko odprtimi prostori, z naselji, ki se nahajajo na desnem bregu reke Tajo in so od mesta oodaljeni približno 6 km. Razvoj predmestij je hkrati privedlo do postopnega opuščanja starega obzidanega mesta in selitve prebivalstva v nove sosesk, nastale po letu 1960.
Trenutno je mesto Toledo razdeljeno na štiri okrožja, ki ga sestavlja 20 različnih sosesk: 
- Distrito del Casco Histórico:
  - notranje območje, obdano z zidovi starega Toledo
  - Antequeruela-Covachuela
  - območje Cigarrales in Cerro de los Palos
  - San Martín
  - Azucaica, Urbanización Casa de Campo
- Distrito de Santa Bárbara,:
  - Santa Bárbara
- Distrito de Santa María de Benquerencia (Polígono):
  - Santa María de Benquerencia, stanovanjska cona
  - Santa María de Benquerencia, industrijska cona
- Distrito Centro-Norte:
  - San Antón-Avenida de Europa
  - Palomarejos
  - Santa Teresa-Reconquista
  - Vega Baja, San Pedro el Verde y Circo Romano
  - Buenavista
  - Naselje Valparaíso, La Legua y Cigarrales de Vistahermosa
  - Naselje Tres Culturas-Finca Buenavista
  - Naselje La Bastida, San Bernardo, Montesión y Olivar de los Pozos

## Podnebje
Toledo ima polsušno podnebje (Köppen: BSK) z enakimi sredozemskimi značilnostmi, kot jih je najti v večjem delu Španije. Zime so mile, medtem ko so poletja vroča in suha. Padavin je malo in so v glavnem koncentrirana pozimi in zgodaj spomladi. Najvišja temperatura doslej je bila 43,1 °C  in to 10. avgusta 2012, najnižja je bila 9,1 °C, 27. januarja 2005.

## Gospodarstvo
Kovinsko-predelovalno industrija je bila že od nekdaj glavna gospodarska dejavnost Toleda, z veliko tradicijo v proizvodnji mečev in nožev in znatno proizvodnjo britev, medicinskih pripomočkov in električnih izdelkov. Prav tako pomembna je industrija mila in zobne paste, mlinarstvo, industrija stekla in keramike.
Po podatkih Statističnega inštituta Castilla-La Mancha v letu 2007 je bila porazdelitev zaposlenosti po sektorjih naslednja: 86,5% prebivalstva se ukvarja s storitvami, 6,6% v gradbeništvu, 5,4% v industriji in 1,5% v kmetijstvu. 
Izdelava mečev v mestu Toledo sega v rimske čase, pod mavrsko oblastjo pa je bila pravilo. V času Reconquiste je Toledo in njegov ceh oblikovalcev mečev igral ključno vlogo. Med 15. in 17. stoletjem industrija mečev uživala velik razcvet do točke, ko so postali njeni izdelki najboljši v Evropi. Meče in bodala so izdelovali posameznimi obrtniki, ceh oblikovalcev mečev pa je nadzoroval njihovo kakovost. V poznem 17. in začetku 18. stoletja je začela proizvodnja upadati, zaradi česar je bila leta 1761, po nalogu kralja Karla III. ustanovljena Kraljeva tovarna orožja. Tovarna je združila vse cehe izdelovalcev mečev v mestu in v nekdanjem okrožju. Leta 1777 so ugotovili, da je treba tovarno razširiti, zato je Karel III. naročil arhitektu Sabatiniju zgraditi novo stavbo na obrobju mesta. To je bil začetek več faz širitve, zaradi česar se je sčasoma razvilo mesto v mestu Toledo.
V 20. stoletju se je proizvodnja nožev in mečev za vojsko omejila le za konjenico in po španski državljanski vojni je oskrbovala z meči le častnike in podčastnike različnih vojaških enot. Po zaprtju tovarne v letu 1980 je bila stavba obnovljena v hišo kampusa tehnološke Univerze Castilla-La Mancha v Toledu. 

## Kultura
Stari del mesta se nahaja na griču, obdan na treh straneh z brežinami reke Tajo in vsebuje mnoge zgodovinske znamenitosti, med njimi Alcazar, stolnica (Catedral Primada Santa María de Toledo,  katedrala Primasa Španije) in Zocodover, osrednja tržnica.
Od 4. do 16. stoletja je bilo v Toledu okoli trideset koncilov. Najzgodnejša, usmerjena proti Priscilianu, iz leta 400. Na koncilu leta 589 je vizigotski kralj Reccareda razglasil spreobrnjenje iz arijanstva v katolicizem; sinoda leta 633 je odredila enotnost katoliške liturgije v celotnem Vizigotskem kraljestvu in strožje ukrepe proti krščenim Judom, ki so živeli v svoji nekdanji veri. Drugi koncili so prepovedali obrezovanje, judovske obrede in spoštovanje Šabat in praznovanja. V celotnem sedmem stoletju so Jude bičali, ubijali, njihovo premoženje zaplenili, izpostavljeni so bili škodljivim davkov, prepovedali so jim trgovati in jih včasih odvlekli v krstilnice. Koncil leta 681 je potrdil nadškofa Toleda v primasa Španije. Na Guadamur, zelo blizu Toleda, je bil leta 1858 izkopan Zaklad Guarrazar, najboljši primer vizigotske umetnosti v Španiji.
Ker je skoraj sto zgodnjih kanonov iz Toleda našlo mesto v Decretum Gratiani, je imel pomemben vpliv na razvoj cerkvenega prava. Koncil 1565-1566 se je ukvarjal z izvedbo odlokov tridentinskega koncila in zadnji koncil, ki je potekal v Toledu 1582-1583, je podrobno vodil Filip II.
Toledo je bil znan po verski strpnosti, saj je imel velike skupnosti muslimanov in Judov, dokler ti niso bili izgnani iz Španije leta 1492 (Judje) in 1502 (Mavri). Današnje mesto ima verske spomenike kot so sinagoga Santa María la Blanca, sinagoga El transito, mošeja Cristo de la Luz in cerkev San Sebastián iz obdobja pred izgonom, še vedno ohranjene v dobrem stanju. Med Ladino govorci so Sefardski Judje iz različnih diaspor, priimek Toledano še vedno prevladuje, kar kaže na prednike daleč nazaj (ime je izkazano tudi med ne Judi v različnih špansko govorečih državah.
V 13. stoletju je bil Toledo velik kulturni center pod vodstvom Alfonza X., ki se je imenoval "El Sabio" ("moder"), po njegovi ljubezni do učenja. Toledska prevajalska šola je bila ustanovljena pod nadškofom Raymondom in s prevodi akademskih in filozofskih del iz arabščine v latinščino prinašala ogromne zaloge znanja v Evropo. Palača Galiana, zgrajena v slogu mudéjar, je eden od spomenikov, ki so ostali iz tega obdobja.
Stolnica v Toledu je bila zgrajena med letoma 1226-1493 po vzoru stolnice v Bourgesu, čeprav je prav tako združuje nekatere značilnosti sloga mudéjar. Je izjemna s svojo vpetostjo svetlobe, ima baročni oltar, ki se imenuje El Transparente, več nadstropij visok, s fantastičnimi figurami v štuku, slikami, bronastimi odlitki in več barvnim marmorjem, mojstrovina srednjeveške mešanice medijev  Narcisa Toméja, začinjeno z dnevnim učinkom z le nekaj minut svetlobe, zaradi katere je stolnica dobila ime. 
Dva atraktivna mostova čez reko Tajo sta varovala dostop do Toleda, most Alcantara in kasneje zgrajen most San Martín.
 Samostan San Juan de los Reyes je frančiškanski samostan, zgrajen med letoma 1477-1504, v izjemni kombinaciji gotsko-špansko-flamskega sloga z mudéjar okrasjem.
Toledo je bil dom El Greca v zadnjem delu njegovega življenja in hrani nekatera njegova najbolj znana dela, vključno Pogreb grofa Orgaza, razstavljena v cerkvi Santo Tome.
Ko je Filip II. preselil dvor iz Toleda v Madrid v letu 1561, je stari del mesta počasi zamiral, in si nikoli ni opomogel.

### Toledsko jeklo
Toledo je bil znan po izdelavi mečev in obdelavi jekla že od okoli 500 pred našim štetjem in še posebej znan v času Rimljanov, ko je njegove meče uporabljal Hanibal v punskih vojnah. Kmalu je postal standardni vir orožja za rimskih legij.
Toledsko jeklo je bilo znano po svoji zelo visoki kakovosti zlitine, medtem ko je bilo damaščansko jeklo, konkurent od srednjega veka naprej, saj je slovelo po posebni kovinsko-predelovalni tehniki.

## Glavne znamenitosti
Toledo je bil leta 1940 razglašen za zgodovinsko-umetniško mesto. Leta 1987 ga je Unesco uvrstil na seznam svetovne kulturne dediščine. Med glavne mestne znamenitosti spadajo:
- Grob svete Beatrike da Silva, ustanoviteljice Reda brezmadežnega spočetja, v samostanu koncepcionistov.
- Castillo de San Servando, srednjeveški grad ob reki Tajo, ki je branil dostop do mostu Alcántara.
- Gotska stolnica Santa María de Toledo iz 13. stoletja, v kateri sta baročni oltar El Transparente (Narcisco Tomé,  1729-1732) in najslavnejša El Grecova oltarna slika El Espolio (Slačenje Kristusa, 1577-1579).
- Samostan San Juan de los Reyes v gotskem slogu (15. stoletje).
- Renesančni muzej-bolnišnica de Santa Cruz.
- El Grecov muzej v umetnikovi domači hiši s številnimi pomembnimi El Grecovimi slikami.
- Santa Maria la Blanca, najstarejša sinagoga v Evropi, sedaj v lasti katoliške cerkve.
- Sinagoga El Transito v judovski četrti (Judería), v kateri je Sefardski muzej.
- Bolnišnica de Tavera v renesančnem slogu (16. stoletje), ki se zgleduje po El Escorialu.
- Cerkev Santiago del Arrabal v mudeharskem slogu.
- Cerkev Santo Tomé (14. stoletje) v mudeharskem slogu. V cerkvi je slavna El Grecova slika Pogreb grofa Orgaza.
- El Cristo de la Luz, majhna mošeja-molilnica, zgrajena leta 999. Molilnica je bila kasneje razširjena z mudeharsko apsido in preurejena v cerkev.
- Palača Galiana (13. stoletje) v mudeharskem slogu.
- Mošeja Tornerías (11. stoletje).
- Trdnjava Alcázar  (16. stoletje) na najvišji točki mesta, v kateri je od leta 2009 Vojaški muzej.
- Puerta de Bisagra Nueva, glavna mestna vrata.
- Puerta de Bisagra, glavna mestna vrata v al andaluškem obdobju.
- Puerta del Sol, mestna vrata v mudeharskem slogu, ki so jih v 14. stoletju zgradili malteški vitezi.
- Vrata Bab al-Mardum, najstarejša mestna vrata.
- Puerta Cambrón, arabska vrata iz 16. stoletja.
- San Román, muzej toledskih koncilov in vizigotske kulture.
- Samostan Ermita del Cristo de la Vega (11. stoletje) v mudeharskem slogu.
- Most Alcántara, rimski most čez Tajo.
- Most San Martin, srednjeveški most čez Tajo.

Svet občin Kastilije - Manče je v počastitev štiristoletnice izdaje Cervantesovega romana  Veleumni plemič don Kihot iz Manče (El ingenioso caballero don Quijote de la Mancha, 1605) zasnoval Don Kihotovo pot, ki poteka skozi kraje, ki so omenjeni v romanu. V 1. in 8. etapi poti je vključen tudi Toledo.

## Galerija
- Mesto in okolica
- Pogled na mesto in most San Martin
- Alcázar v Toledu
- Grad San Servando
- Sinagoga Santa Maria la Blanca
- Sinagoga El Transito
- Grobnica Beatrice da Silva v samostanu Conceptionists

## Pobratena in prijateljska mesta
Toledo je pobraten z:
- Agen, Francija, od 22. junina 1973[13][14]
- Aachen, Nemčija, od 13. oktobra 1984[13]
- Corpus Christi, Teksas, ZDA, od 5. septembra 1989[13]
- Damask, Sirija, od 19. aprila 1994[13]
- Guanajuato, Mehika, od 20. oktobra 1978[13]
- Havana, Kuba, od 2006[13]
- Nara, Japonska, od 11. septembra 1972[13]
- Safed, Izrael, od 8. septembra 1981[13]
- Toledo, Ohio, ZDA, od 1931[13]
- Veliko Trnovo, Bolgarija, 25. marec 1983[13]
- Iraklion, Grčija, od 10. junija 2014